# Pilkington Glass Championships 1985
Pilkington Glass Championships 1985 — жіночий тенісний турнір, що проходив на кортах з трав'яним покриттям Devonshire Park Lawn Tennis Club в Істборні (Англія). Належав до турнірів 3-ї категорії в рамках Туру WTA 1985. Відбувсь удванадцяте й тривав з 17 до 22 червня 1985 року. Перша сіяна Мартіна Навратілова здобула титул в одиночному розряді, свій четвертий підряд і п'ятий загалом на цьому турнірі.

## Фінальна частина

### Одиночний розряд
Мартіна Навратілова —  Гелена Сукова 6–4, 6–3
- Для Навратілової це був 7-й титул в одиночному розряді за сезон і 106-й — за кар'єру.

### Парний розряд
Мартіна Навратілова /  Пем Шрайвер —  Кеті Джордан /  Елізабет Смайлі 7–5, 6–4